# Fischingen (Baden)
Fischingen (în alemanică Fischige) este o comună din landul Baden-Württemberg, Germania.

## Istorie
Fischingen a fost inițial o proprietate a Abației Sfântului Gall, înainte de a ajunge în posesia casei de Rötteln în secolul al XIII-lea.